# Günter Kriebel

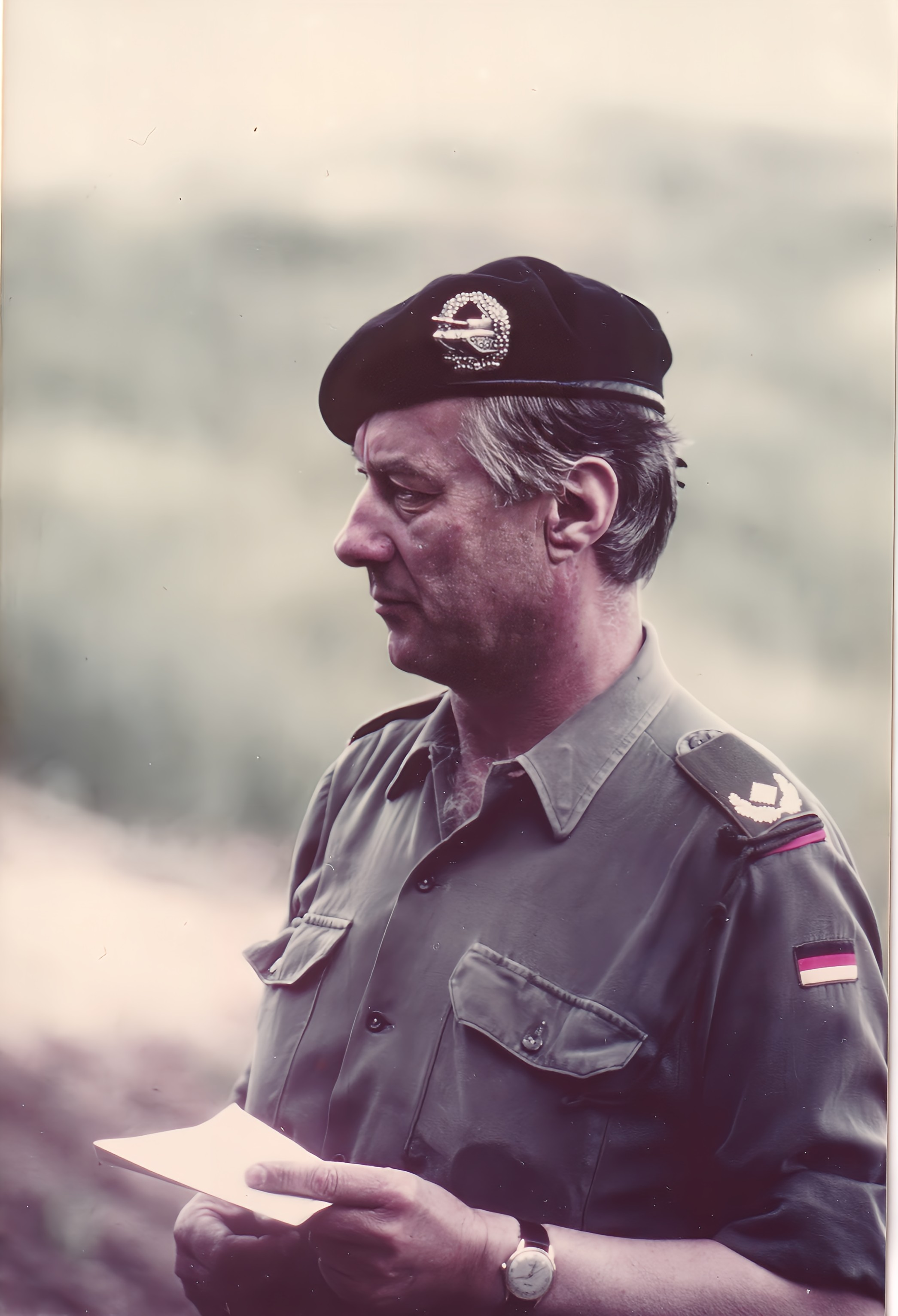
Günter Kriebel als Brigadegeneral 1982

Günter Kriebel (* 19. Juni 1925 in Bad Warmbrunn; † 6. Februar 2024 in Koblenz) war ein deutscher Brigadegeneral des Heeres der Bundeswehr.

## Militärische Laufbahn

### Wehrmacht
Kriebel trat am 2. Juli 1942 in die Infanterie-Division Großdeutschland als Offiziersanwärter der Wehrmacht ein und wurde dort am 1. März 1944 zum Leutnant befördert. Am 5. Mai 1944 wurde er in Rumänien nahe der heutigen moldawischen Grenze durch eine Mörsergranate an Sprunggelenk und Ellenbogen verletzt. Nach dem Krieg war er von August 1945 bis 1956 als Angehöriger der britischen Armee für den Nachschub zuständig.

### Bundeswehr
Mit Gründung der Bundeswehr trat Kriebel 1956 als Oberleutnant in das Heer ein und absolvierte von 1961 bis 1963 den 4. Generalstabslehrgang Heer an der Führungsakademie der Bundeswehr in Hamburg, den ersten Lehrgang mit der von da an üblichen Dauer von vollen zwei Jahren. Dort wurde er zum Offizier im Generalstabsdienst ausgebildet.
Gefördert durch den Oberst Ernst Philipp übernahm Kriebel 1967 als Oberstleutnant das Panzerbataillon 194 in Münster-Handorf und wurde 1968 Chef des Stabes der 7. Panzergrenadierdivision in Unna, wo er 1970 zum Oberst des Heeres befördert wurde. Hier versuchte er nach eigenen Aussagen, „die durch die Hauptleute von Unna verursachte Unruhe vom Stab weitestgehend fernzuhalten“.
Von 1976 bis 1982 führte Kriebel als Brigadekommandeur die Panzerbrigade 15 in Koblenz und wurde nach seiner Beförderung zum Brigadegeneral stellvertretender Divisionskommandeur der 5. Panzerdivision mit Sitz in Diez. Mit Ablauf des September 1985 wurde er in den Ruhestand versetzt.

### Gesellschaft für Wehrkunde
Kriebel war von 1984 bis 1995 Landesbeauftragter der Gesellschaft für Wehrkunde (heute Gesellschaft für Sicherheitspolitik e.V.).

### Sonstiges
Nach Dieter E. Kilian „zählte Kriebel zu jenen aufrechten, krieggedienten Offizieren, die in ihrer gelungenen Kombination von großem militärischem Fachwissen, persönlicher Integrität und exzellenter Menschenführung einer großen Zahl jüngerer Offiziere zum Vorbild wurden“.
In Unna wurde Kriebel 1970 zum zweitjüngsten Oberst des Heeres befördert; der jüngste war der spätere „4-Sterne General“ Günter Kießling.

## Privates
Günter Kriebel war verheiratet und Vater zweier Kinder. Sein Vater war Volksschullehrer.

## Auszeichnungen
- Eisernes Kreuz (1939) II. Klasse 1944
- Verwundetenabzeichen (1939) der Wehrmacht 1944
- Verdienstkreuz 1. Klasse der Bundesrepublik Deutschland[9]
- Legion of Merit Officer der US-Streitkräfte 1981